# Ilir Hoxha
Ilir Hoxha (né le 31 mars 1949 à Tirana, Albanie) est l'un des fils de l'ancien dirigeant albanais Enver Hoxha.

## Biographie
Il est emprisonné en 1995 et condamné à un an de résidence surveillée pour offense à la population et incitation à la vengeance, puis libéré en 1996. Il est appelé à témoigner à plusieurs reprises pour tenter de révéler des secrets de l'ère communiste précédente. Ilir a écrit un mémoire en 1995 appelé "Mon Père, Enver Hoxha". L'article raconte ses souvenirs de la mort de son père, l'impact sur sa famille, les luttes de sa mère, ainsi que l'enquête et les poursuites qui ont été menées contre lui après la mort de son père.
Lors de la campagne électorale de 2005 en Albanie, il fait campagne pour les candidats du Parti du travail d'Albanie.
En 2020, son domicile est détruit pour faire place à un projet routier à Tirana. À cette occasion, il élève une protestation auprès du Premier ministre Edi Rama, affirmant que de nombreux objets et souvenirs datant de la dictature ont été détruits,.
Il épouse Teuta Hoxha,.